# 小行星18668
小行星18668（18668 Gottesman）是一颗绕太阳运转的小行星，为主小行星带小行星。该小行星于1998年3月发现。

## 轨道参数
小行星18668的轨道半长轴为2.7647293 UA，离心率为0.072。